# Annie Belle
| Annie Belle                               | Annie Belle                               |
| Kattints az alábbi külső linkek egyikére! | Kattints az alábbi külső linkek egyikére! |
| ----------------------------------------- | ----------------------------------------- |
| Nem található szabad kép.(?)              |                                           |
| külső link · jogvédett                    | Annie Belle az 1970-es évek közepén       |

Annie Belle (születési neve: Annie Brilland) (Párizs, 1956. december 10. – Lannemezan, Hautes-Pyrénées, 2024. január 27.) francia színésznő. Színésznői pályáját 1974-ben kezdte, az 1970-es években francia, az 1980-as évektől már főleg olasz filmekben játszott, igen változatos szerepekben, iskolás lányon és prostituálton keresztül a vámpírig. Filmjeinek többsége thriller, horror vagy erotikus történet (vagy ezek keveréke). Dolgozott olyan ismert rendezőkkel, mint Jean Rollin, Ruggero Deodato és Joe D’Amato is. 1989-ben visszavonult a filmezéstől, pszichológusi diplomát szerzett és szociális munkásként dolgozott.

## Életpályája

### Gyermekkora
Annie Brilland párizsi mérnökcsaládban született, szülei megütközéssel fogadták, hogy leányuk színésznőnek akar menni, de Annie határozottan kitartott választása mellett. A hírneves ENSATT színiiskolába (École nationale supérieure des arts et techniques du théâtre) járt, amelynek épülete 1940-es alapítása óta a párizsi Rue Blanche-on volt – ezért egyszerűen „La Rue Blanche”-nak nevezték. Egykor itt tanult Charles Aznavour, Annie Girardot, Juliette Gréco és Jean Rochefort is. Tanulmányairól Annie később egy 1999-es interjúkötetben számolt be, amely 99 Donne címmel jelent meg.

### Színésznői működése
Első filmszerepét alig 18 évesen, 1974-ben kapta, Jean Rollin rendező Tout le Monde il en a Deux c. erotikus vígjátékában, amelyet Bacchanales Sexuelles címen is forgalmaztak. Brigitte szerepét még Annie Brilland néven játszotta el, de felhívta magára a rendező figyelmét, aki megkedvelte, és főszerephez juttatta 1975-ben, a Lévres de Sang c. horrofilmben, itt már Annie Briand néven került a stáblistára.
A Lévres de Sang forgatását követően Annie Belle Olaszországba utazott, ahol rövid időn belül az erotikus filmeket és a nők szexuális alávetéséről (sexploitation) szóló filmeket készítő rendezők egyik kedvence lett. Egy év alatt (1976) három ilyen játékfilm főszerepét is megkapta.
1976-ban Ovidio G. Assonitis rendező nagyszabású erotikus filmet készített Emmanuelle Arsan Laure c. művéből, amely az Emmanuelle-hez hasonló erotikus filmtörténet volt. Címszerepét a 27 éves amerikai Linda Lovelace-nek, a Mély torok (Deep Throat) pornófilm ismert és népszerű főszereplőjének ajánlották fel. Linda, akit a pornófilm-iparban sok megaláztatás ért, először aláírta a szerződést, aztán mégis visszalépett, mondván, nem vállal több meztelen filmezést. Laure szerepét végül a 7 évvel fiatalabb Annie Belle kapta meg. A film, amelyben Pierre Haudebourg, Michele Starck, Al Cliver (Annie élettársa) és maga Emmanuelle Arsan is játszott, nagy sikert aratott. A nemzetközi filmpiacon Forever Emmanuelle (Mindörökké Emmanuelle) címen is forgalmazták. Maga Annie Belle később „nem túl jól sikerült filmként” emlékezett vissza a Laure-ra.
Ugyanebben az évben főszerepet játszott Massimo Dallamano La fine dell’innocenza c. erotikus filmjében (angol nyelvterületen ezt Blue Belle címen forgalmazták) és Brunello Rondi Velluto Nero (Fekete bársony) c. opuszában. A Blue Belle-ben Annie nemcsak főszereplőként, hanem a forgatókönyv társszerzőjeként is közreműködött, sőt a stáblistán is így szerepel. A filmrendezőt, Massimo Dallamanót Annie később „nagy szakmai tudású és tehetségű embernek” nevezte. A leszbikus szexualitást nyíltan bemutató Velluto Nero lett Annie egyik legvitatottabb filmje.
1980-ban Ruggero Deodato rendező Ház a park szélén (La casa sperduta nel parco) c. horrorfilmjének főszerepét játszotta, Lorraine De Selle és David Hess társaságában. Saját későbbi nyilatkozatában a filmet „nagyon erőszakos, de érdekes” történetként írta le. Az 1980-as évek elején főszerepeket játszott az erotikus filmek nagy mesterének, Joe D’Amato rendezőnek két játékfilmjében, az 1981-ben készült Rosso sangue c. szex-horrorban (amelyet többféle címmel is forgalmaztak: Absurd, Monster Hunter, stb. (George Eastman partnereként), és az 1984-ben készült Az alkóv (L’alcova). Annie nagyon kedvelte Joe D’Amatót, nyilatkozataiban dicsérte rendezői szakértelmét és a színészekkel való bánni tudását.
Az 1980-as évek közepétől Annie Belle színésznői karrierjét közelebbről nem ismert személyes problémák fékezték. Főszerepei ritkultak, mellékszerepeket játszott. 1985-ben Franco Rossi rendező Myriam szerepét adta neki a Henryk Sienkiewicz művéből készült Quo vadis c. televíziós sorozatban (főszereplők Klaus Maria Brandauer és Max von Sydow). 1986-ban Mauro Bolognini A velencei nő (La venixiana) c. filmdrámájában is szerepelt, de már háttérbe szorult a két főszereplő, Laura Antonelli és Monica Guerritore mögött.
1989-ben játszotta utolsó filmszerepét, Enzo Milioni Luna di sangue (más címen Fuga dalla Morte) című mystery-thrillerben, de itt már csak apró mellékszerep jutott neki.

### Magánélete
1975–1978 között Annie Belle, a kezdő színésznő három éven át élettársi kapcsolatban élt Al Cliver (eredetileg Pier Luigi Conti) egyiptomi származású olasz színésszel. Amíg viszonyuk tartott, négy játékfilmben szerepeltek együtt: az 1976-os Laure (Forever Emmanuelle)-ben, a La fine dell’innocenza (Blue Belle)-ben és a Velluto Neróban, és az 1977-es Un Giorno alla fine di Ottobre-ben. Miután kapcsolatuk megszakadt, még két közös filmben találkoztak, az 1980-as Molto di piùban és az 1984-es Az alkóvban (L’Alcova).

### Vissza a való világba
Amikor felhagyott a filmezéssel, visszatért szülőhazájába, Franciaországba. Jelentkezett az egyetemre és pszichológusi diplomát szerzett. 2010-ben szociális munkásként dolgozott Párizsban, szellemi fogyatékkal élő embereket segítő szolgálatok munkatársaként. 2024 elején hunyt el a dél-franciaországi Lannemezanban.

## Filmjei
Mozifilmek
- 1974 – Tout le monde il en a deux / Bacchanales sexuelles, erotikus (Brigitte mint Annie Brilland)
- 1974 – Le rallye des joyeuses / Sex Rally, (mint Annie Brilliand)
- 1975 – Lévres de sang / Lips of Blood, erotikus/horror (Jennifer mint Annie Briand)
- 1976 – Laure / Forever Emmanuelle, (Laure)
- 1976 – Blue Belle / La fine dell’innocenza, (Annie Belle mint önmaga, társszerzőként is)
- 1976 – Velluto Nero / Black Emmanuelle, White Emmanuelle (Pina)
- 1977 – Un giorno alla fine di Ottobre
- 1977 – Climax (Ana)
- 1977 – La notte dell’alta marea / Twilight of Love (Dyanne)
- 1977 – Mogliamante (Clara)[24]
- 1979 – Switch (Dory)
- 1980 – La compagna di viaggio / Das Urlaubsflittchen, erotikus (Jennifer)
- 1980 – Molto di più (főszerep)
- 1980 – Ház a park szélén (La casa sperduta nel parco), horror (Lisa)[25]
- 1981 – Rosso sangue / Absurd / Anthropophagus 2 / Monster Hunter (Emily)
- 1982 – A postakocsi (La nuit de Varennes) (zöld harisnyás örömlány)[26]
- 1982 – Menekülés az elátkozott szigetcsoportról[27] (Fuga dall'archipelago maledetto / Höllenkommando zur Ewigkeit / Tiger Joe) (Kia)
- 1982 – Liar’s Moon (Nancy ápolónővér)[28]
- 1982 – Pronto... Lucia
- 1983 – Zampognaro Innamorato
- 1983 – L’ammiratrice, musical
- 1983 – Al bar dello sport, vígjáték (Martine, francia örömlány)
- 1983 – O’ surdato ’nnammurato (Daniela)
- 1983 – Nana: La vera chiave del piacere / Nana, The True Key of Pleasure (Renée de Chéselles)
- 1984 – Uccelli d’Italia, vígjáték (verekedő színésznő)
- 1984 – Az alkóv (L’alcova), erotikus (Wilma)
- 1986 – A velencei nő (La venexiana)
- 1987 – La croce dalle sette pietre, horror (Maria)
- 1989 – Fuga dalla Morte / Luna di sangue, horror/thriller (Brigitte Garré)

Televíziós filmek, sorozatok
- 1981 – La nouvelle malle des Indes, televíziós sorozat (Angèle)
- 1982 – Storia d’amore e d’amicizia, televíziós sorozat (Marlene)
- 1983 – Il passo falso, tévéfilm[29]
- 1984 – Quei 36 gradini, televíziós sorozat
- 1985 – Quo vadis?, televíziós sorozat (Myriam)
- 1988 – Gli indifferenti / A Time of Indifference, televíziós sorozat.

## További információ
- Annie Belle a PORT.hu-n (magyarul)
- Annie Belle az Internetes Szinkronadatbázisban (magyarul)
- Annie Belle az Internet Movie Database-ben (angolul)
- Annie Belle a Rotten Tomatoeson (angolul)
- Annie Belle az AlloCiné weboldalán (franciául)
- Annie Belle Profile. Famousfix.com. (Hozzáférés: 2023. június 25.)
- Annie Belle a Yahoo! Movies portálon.
- Annie Belle a Flixter honlapon.
- Annie Belle a MovieTome honlapon.
- A Velluto Nero filmtörténete. Archiválva 2010. január 3-i dátummal a Wayback Machine-ben
- Annie Belle képgaléria a Flixter-en.
- A „99 donne” interjúkötetről, 1999. (olaszul)